# Remixes·04 Sampler
Remixes·04 Sampler – singel zespołu Depeche Mode promujące album Remixes 81–04.

## Wydany w krajach
- Unia Europejska (12", 2x12")

## Wydania

### Mute
- P12Bong34[1], promocyjna podwójna 12" płyta winylowa, wydana kiedy w Unii Europejskiej
  1. Enjoy the Silence (Timo Maas Extended Remix) – 8:41
  2. Enjoy the Silence (Ewan Pearson Extended Remix) – 8:39
  3. Enjoy the Silence (Richard X Extended Mix) – 8:22
  4. Enjoy the Silence (Ewan Pearson Extended  Instrumental) – 8:35

- PL12Bong34[2], promocyjna 12" płyta winylowa, wydana kiedy w Unii Europejskiej
  1. Something to Do (Black Strobe Remix) – 7:11
  2. World in My Eyes (Cicada Remix) – 6:18
  3. Photographic (Rex the Dog Dubb Mix) – 6:20

- PXL12Bong34[3], promocyjna 12" płyta winylowa, wydana kiedy w Unii Europejskiej
  1. Halo (Goldfrapp Remix) – 4:22
  2. Clean (Colder Version) – 7:09
  3. Little 15 (Ulrich Schnauss Remix) – 4:52